# Dichaea mosenii
Dichaea mosenii är en orkidéart som beskrevs av Heinrich Gustav Reichenbach. Dichaea mosenii ingår i släktet Dichaea och familjen orkidéer. Inga underarter finns listade i Catalogue of Life.